# Dallet
Dallet är en kommun i departementet Puy-de-Dôme i regionen Auvergne-Rhône-Alpes i centrala Frankrike. Kommunen ligger i kantonen Pont-du-Château som tillhör arrondissementet Clermont-Ferrand. År 2018 hade Dallet 1 501 invånare.

## Befolkningsutveckling
Antalet invånare i kommunen Dallet
| Referens: INSEE |